# Alessandro Maggiolini

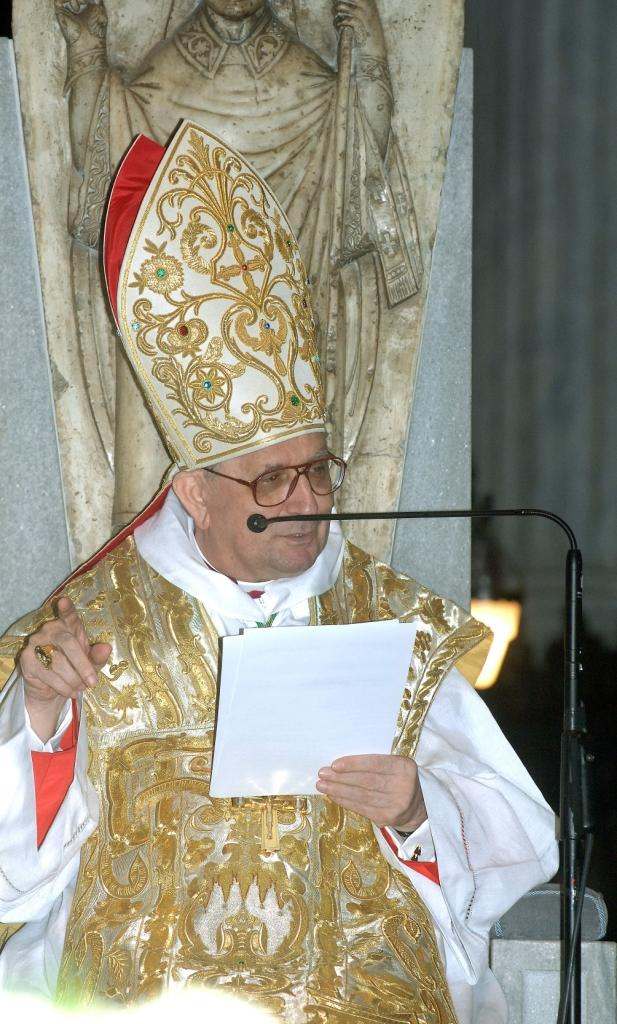
bisschop Maggiolini

Alessandro Maggiolini  (Bareggio, 15 juli 1931 – Como, 11 november 2008) was een Italiaans theoloog en bisschop.
Hij werd in 1955 tot priester gewijd door de aartsbisschop van Milaan, de latere paus Paulus VI. Hij werd hoogleraar filosofie aan de Universiteit van Milaan en later bisschoppelijk vicaris van deze universiteit. In 1983 werd hij door paus Johannes Paulus II benoemd tot bisschop van Carpi, nabij Milaan; in hetzelfde jaar werd hij tot bisschop gewijd. In 1989 benoemde de paus hem tot bisschop van Como. Hij was het enige Italiaanse lid van de commissie die belast was met het opstellen van de catechismus van de Katholieke Kerk. In 2006 ging hij op rust. In 2008 kwam de bisschop in opspraak toen bleek dat hij een priester uit zijn bisdom, die vervolgd werd voor pedofilie, getipt had over het aan de gang zijnde onderzoek. 
Maggiolini gold als een strijdbaar bisschop, die zijn mening ook tegen Rome in het openbaar verkondigde. Hij kwam geregeld in de media. Maggiolini was een uitgesproken tegenstander van de commercialisering van de figuur van Pater Pio in San Giovanni Rotondo. Alhoewel hij een dialoog tussen de organisatoren van de World Gay Pride en de katholieke kerk niet voor mogelijk hield, pleitte hij bij de homo-parade in Rome tijdens het heilige jaar 2000 toch voor de nodige verdraagzaamheid. In het verzet van sommigen tegen de bouw van islamitische moskeeën in Italië en in de behandeling van drugsverslaafde vroeg hij een menselijke aanpak, zonder afbreuk te doen aan de principes.
Alessandro Maggiolini heeft verscheidene boeken en vele andere publicaties op zijn naam staan. Hij stierf eind 2008 op 77-jarige leeftijd aan longkanker.

## Geschriften
- Meglio il martirio: Il Vangelo e ancora uno scandalo?,  Leonardo 1995, ISBN 88-0440-235-0
- Preghiere Della Gente: Devozioni Popolari, Mondadori 1998, ISBN 88-04-45377-X
- Per confessarsi, Shalom 1999, ISBN 88-8404-095-7
- Via crucis, Shalom 1999, ISBN 88-8661-634-1
- Il Papa chiede perdono, Piemme 2000, ISBN 88-3844-859-0
- Perche La Chiesa Chiede Perdono, Piemme 2000, ISBN 88-384-4469-2
- La Santa Paura: L'arte Di Morire, Mondadori 2000, ISBN 88-04-48263-X
- Il prete. La vita al servizio della comunità di Dio, Piemme 2000, ISBN 88-3844-821-3
- L' unità del presbiterio. Una spiritualità di comunione per il clero, Città Nuova 2001, ISBN 88-3114-239-9
- Fine della nostra cristianità, Piemme 2001, ISBN 88-3846-906-7
- Declino e speranza del cattolicesimo, Mondadori 2003, ISBN 88-0451-168-0
- Ma il figlio dell'uomo, quando verrà, troverà la fede sulla terra?, Bompiani 2004, ISBN 88-4523-329-4
- Mi pento con tutto il cuore. La confessione, Mondadori 2004, ISBN 88-0452-659-9
- Incontro con Gesù. Guida per adolescenti nel cammino di fede, Mimep-Docete 2005, ISBN 88-8424-088-3
- La pace della preghiera, Shalom 2006, ISBN 88-8404-150-3
- Fogli sparsi d'augurio. La sorpresa dell'ovvio, SugarCo 2007, ISBN 88-7198-535-4
- Il cammino educativo. Un percorso di introduzione alla realtà, Ares 2008, ISBN 978-88-8155-424-9
- Più nulla da difendere, San Paolo Edizioni 2008, ISBN 88-2156-212-3
- Maturazione della fede e della vita, Cantagalli 2008, ISBN 88-8272-401-8

- Gemeinsame Normdatei: 1207295353
- International Standard Name Identifier: 0000 0001 0783 1542
- Library of Congress Control Number: nr96040352
- Nationale Bibliotheek van Israël: 987010473123105171
- Istituto Centrale per il Catalogo Unico: TO0V165615
- Système universitaire de documentation: 119096730
- Virtual International Authority File: 67730524
- WorldCat: E39PCjrY9TYkJ9v44Pj7FkMMKb